# 謝馬基
51°44′11″N 30°47′41″E / 51.73639°N 30.79472°E
謝馬基（烏克蘭語：Семаки），是烏克蘭北部的村莊，隸屬切爾尼希夫州的切爾尼希夫區。該村始建於1756年，面積0.97平方公里，海拔高度155米，2001年人口182，人口密度每平方公里187.6人。